# Nikolaj Obrutjev

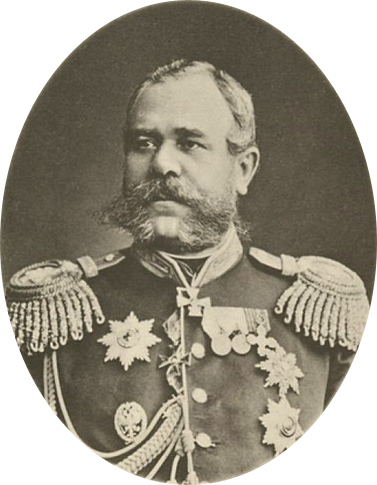
Nikolaj Obrutjev.

Nikolaj Nikolajevitj Obrutjev (ryska: Николай Николаевич Обручев), född 21 november 1830 i Sankt Petersburg (enligt andra källor i Warszawa), död 25 juni 1904 i Frankrike, var en rysk militär och krigshistorisk författare.
Obrutjev blev 1856 lärare i krigsstatistik vid generalstabens akademi, företog 1873 militära studieresor till Osmanska riket, Österrike-Ungern och Tyskland, deltog som general i rysk-turkiska kriget, utnämndes 1881 till chef för generalstaben och 1893 till medlem av statsrådet. 
Obrutjev var en framstående krigshistorisk författare: Opyt istorii vojennoj literatury v Rossii (1853, Försök till en historia om den ryska krigslitteraturen, jämte översikt av dithörande handskrifter och tryckalster). 
Under hans ledning utgavs 1868–1874 det grundliga arbetet "Vojenno-statitjeskij sbornik", omfattande den allmänna krigsstatistiken, även för icke-europeiska länder.